# جبارلو (تشالدران)
جبارلو (بالفارسية: جبارلو) هي قرية تقع في قسم آواجيق الجنوبي الريفي (مقاطعة تشالدران) في إيران.